# بويسليكس أو مونت
بويسليكس أو مونت (بالفرنسية: Boisleux-au-Mont)‏ هي بلدية تقع في إقليم باد كاليه من منطقة نور با دو كاليه في شمال فرنسا. تبلغ مساحة هذه المدينة 4.66 (كم²)، وترتفع عن سطح البحر 88 م، يبلغ عدد سكانها 497 نسمة حسب إحصاء المعهد الوطني للإحصاء والدراسات الاقتصادية سنة 2009 م. وترأس Jean-Marie Distinghin البلدية خلال فترة (2008-2014).